# Cinangka (Bungursari)
Cinangka is een bestuurslaag in het regentschap Purwakarta van de provincie West-Java, Indonesië. Cinangka telt 4015 inwoners (volkstelling 2010).